# جائزة ريا للقصة القصيرة
جائزة ريا للقصة القصيرة هي جائزة أدبية تم اطلاقها في العام 1986 في الولايات المتحدة الأمريكية، وقام بتأسيسها الكاتب الأمريكي مايكل إم ريا، ومع أنه كان يعمل في العقارات والإذاعة أيضا، إلا أنه كان قارئا شغوفا محبا للقصص القصيرة.

## حول الجائزة
جائزة ريا هي جائزة فريدة من نوعها من حيث إنها لا تُمنح لمجموعة قصص أو لمجموعة أعمال، بل للأصالة والتأثير على النوع، ويقول عنها مؤسسها ذو الجذور الأيرلندية: إن الدافع الأساسي للجائزة هو تعزيز قضية أدبية، وإعطائها مكانة مرموقة، ويتم منحها سنويًا لكاتب أمريكي أو كندي على قيد الحياة، وأن تكون أعماله المنشورة قد ساهمت مساهمة كبيرة في تخصص القصة القصيرة، واضافة لهذا الشكل من أشكال الفن.
توفي ريا في العام 1996 وتدير أرملته، إليزابيث ريتشبورج ريا، عملية منح الجائزة سنويا، وتشمل منحة قدرها 30 ألف دولار أمريكي.

## الرعاية والمحكمون
ترعى مؤسسة «دونغانون» جائزة ريا للقصة القصيرة، حيث يتم تعيين ثلاثة محلفين كل عام لترشيح واختيار الفائز، ويتم اختيار المحلفين بناءً على معرفتهم وخلفيتهم واهتمامهم بنوع القصة القصيرة. لا يجوز للكتاب التقدم للحصول على الجائزة.

## الفائزون بجائزة ريا للقصة القصيرة[2]
- 1986  سينثيا أوزيك
- 1987  روبرت كوفر
- 1988  دونالد بارثيلمي
- 1989  توبياس وولف
- 1990  جويس كارول أوتس
- 1991  بول باولز
- 1992  يودورا ويلتي
- 1993  جريس بالي
- 1994  تيلي أولسن
- 1995  ريتشارد فورد
- 1996  اندريه دوبوس
- 1997  جينا بيريولت
- 1998  جون إدغار وايدمان
- 1999  جوي ويليامز
- 2000  ديبورا أيزنبرغ
- 2001  آليس مونرو
- 2002  مافيس جالانت
- 2003  أنتونيا نيلسون
- 2004 لوري مور
- 2005 آن بيتي
- 2006 جون أبدايك

- 2007  ستيوارت ديبك
- 2008  إيمي هيمبل
- 2009  ماري روبسون
- 2010  جيمس سالتر
- 2011  تشارلز باكستر
- 2012  ريتشارد باوش
- 2013  إليزابيث سبنسر
- 2014  تي. إس. بويل
- 2015  أندريا باريت
- 2016  جيم شيبرد